# Hakea conchifolia
Hakea conchifolia (лат.) — кустарник, вид рода Хакея (Hakea) семейства Протейные (Proteaceae), произрастающий на западном побережье региона Уитбелт Западной Австралии. Привлекательный небольшой куст с жёсткими листьями необычной раковинообразной формы, которые окружают цветы.

## Ботаническое описание
Hakea conchifolia — небольшой или карликовый лигнотуберозный кустарник высотой от 0,3 до 1 м с вертикальными более мелкими ветвями. Поверхность веток варьирует: они могут быть покрыты красно-коричневыми длинными мягкими волосками, грубыми длинноватыми или, наконец, густыми короткими мягкими спутанными волосками, исчезающими при цветении. Раковинообразные жёсткие листья длиной 3—7,5 см и шириной 30—70 мм при раскрытии, попеременные. Серо-зелёные листья безволосые, самые широкие у стебля, разделённые с обеих сторон центрального стебля в виде перьев. Большинство листьев имеют широкую яйцевидную или сердцевидную форму с острыми зубчатыми краями, согнутыми над цветами. Соцветие появляется в пазухе листа и состоит из 15–18 цветков. Цветоножка длиной 2,7—3 мм гладкая. Околоцветник кремово-белый, редко бледно-розовый и имеет длину 24—28 мм. Яйцевидные плоды имеют длину 20—25 мм и ширину 10—12 мм, сужаясь к короткому клюву. Кремово-белые реже розовые цветки появляются зимой с июня по август.

## Таксономия
Вид Hakea conchifolia был описан английским ботаником Уильямом Джексоном Гукером в 1842 году как часть работы Icones Plantarum. Единственными синонимами являются Hakea cucullata и Hakea cucullata var. conchifolia. Видовое название — от латинских слов concha, означающего «улитка» или «ракушка», и folium, означающего «лист», относящихся к сходству листьев с морскими раковинами.

## Распространение и местообитание
H. conchifolia произрастает на северных песчаных равнинах Ирвина на юге, в предгорьях Дарлингских хребтов Перта. Растёт на песчаных, суглинистых и гравийных почвах в пустынях и низменных лесах, в местах с хорошим дренажом.

## Охранный статус
Вид H. conchifolia классифицируется как «не угрожаемый» Департаментом парков и дикой природы правительства Западной Австралии.